# Plectreurys valens
Plectreurys valens är en spindelart som beskrevs av Chamberlin 1924. Plectreurys valens ingår i släktet Plectreurys och familjen Plectreuridae. Inga underarter finns listade i Catalogue of Life.